# Bernard Vera
Bernard Vera, né le 5 mars 1950 à Villefranche-de-Rouergue, est un homme politique français. Membre du Parti communiste français, il est sénateur de l’Essonne de 2004 à 2011, puis de 2016 à  2017 et maire de Briis-sous-Forges de 2001 à 2016. 
Il préside de 2017 à 2020 la communauté de communes du pays de Limours.

## Biographie

### Origines et carrière professionnelle
Bernard Vera est né le 5 mars 1950 à Villefranche-de-Rouergue.
Il exerce la profession de professeur d’éducation physique et sportive dans la vie civile,.

### Carrière politique
Bernard Vera est élu maire de Briis-sous-Forges en 2001.
En 2009, il se présente au poste de conseiller général du canton de Limours dans le cadre d’une élection partielle. Il arrive en troisième position au terme du premier tour, en septembre 2009, sans possibilité de se maintenir au deuxième tour avec 19,6 % des suffrages.
Il est sénateur de l'Essonne de 2004 à 2011. Lors des élections sénatoriales de 2011, il est troisième sur la liste d’union de la gauche qui n’emporte que deux sièges. Mais le remaniement du 11 février 2016 lui permet de retrouver son siège, étant le suivant de liste de Jean-Vincent Placé.
À la suite des élections sénatoriales de 2017 dans l'Essonne, il devient en novembre 2017 président de la communauté de communes du pays de Limours, son prédécesseur, Jean-Raymond Hugonet, ayant été élu sénateur de l'Essonne et ayant dû démissionner de l'ensemble de ses fonctions exécutives locales en raison de la législation limitant le cumul des mandats en France.

## Synthèse des fonctions politiques

### Mandats nationaux
- Sénateur de l’Essonne

Le 26 septembre 2004, il devient sénateur de l’Essonne, en troisième position sur la liste PS-PCF menée par Jean-Luc Mélenchon, qui emporte trois des cinq sièges à pourvoir face à une droite divisée. Au sein du Groupe communiste, républicain, citoyen et des sénateurs du Parti de gauche il est membre de la commission des finances, du contrôle budgétaire et des comptes économiques de la nation au Sénat, il est également rapporteur pour les journaux officiels.
Il perd son siège lors du renouvellement de 2011, mais redevient sénateur à la suite de l'entrée au gouvernement de Jean-Vincent Placé, le 11 février 2016. Tête d'une liste divers gauche, il n'est pas réélu lors des élections sénatoriales de 2017 dans l'Essonne.

### Mandats locaux
- Maire de Briis-sous-Forges

Il est élu maire de Briis-sous-Forges lors des élections municipales françaises de 2001, réélu en 2008 et 2014, fonction dont il démissionne en décembre 2016. A cette date, Emmanuel Dassa a été élu maire de Briis-sous-Forges.
- Communauté de communes du pays de Limours

Bernard Véra est de 2014 à 2017 vice-président de la communauté de communes du pays de Limours, année où il en devient président.
- Syndicat intercommunal d’hydraulique et d’assainissement de la région de Limours (SIHA)

Il préside à partir 2001 le syndicat intercommunal d’hydraulique et d’assainissement de la région de Limours (SIHA).
- Syndicat intercommunal d'hydraulique et d'assainissement de la région de Limours (SIHAL)

En 2017, il est à la tête de ce syndicat créé en 1974 et destiné principalement à maîtriser les risques d'inondations ; il le préside depuis au moins 2011[Quand ?].

### Fonctions partisanes
Membre du Parti communiste français (PCF) depuis 1967, il appartient à la direction des Pionniers de France (auparavant Union des Vaillants et Vaillantes), organisation de jeunesse proche du PCF, au cours des années 1970.